# Mateo de la Mata Ponce de León
Mateo de la Mata y Ponce de León (* vor 1650 in Requena bei Valencia, Spanien; † 16. November 1720 in Lima, Peru) war ein spanischer Jurist, der 1716 vorübergehend als Vizekönig von Peru amtierte.

## Leben
Mateo de la Mata entstammte einer Familie des niederen spanischen Adels. Er studierte Rechtswissenschaften an der Universität Alcalá, an der Universität Salamanca und der Universität Osuna. Er war Ritter im Orden von Calatrava.
Seine Karriere in Südamerika begann 1674 als Oidor an der Real Audiencia von Santa Fé de Bogotá. 1680 wurde er als Strafrichter (Alcalde del Crímen) nach Lima versetzt. Dort heiratete er die einheimische Luisa de Céspedes y Toledo. Anfang 1687 beförderte man ihn zum Oidor an der Real Audiencia von Lima.
1689 wurde er zum Präsidenten der Real Audiencia von Quito befördert; dieses Amt trat er allerdings erst im Januar 1691 an. In seine Amtszeit in Quito fiel der Wiederaufbau des nach einem Piratenangriff 1687 weitgehend zerstörten Guayaquil, bei dem das Stadtzentrum verlagert wurde. 1696 überwachte de la Mata die Bauarbeiten vor Ort. Auch während seiner Zeit im heutigen Ecuador ereigneten sich weitere Naturkatastrophen wie die Erdbeben in Latacunga (1692 und 1699 inmitten der Wiederaufbauphase) oder eine Pest-Epidemie in Quito 1693.
Er wirkte in Quito bis 1699, als er als Oidor und Anwalt nach Lima zurückkehrte. Für seine Verdienste bot ihm die Hofverwaltung einen Sitz im Indienrat, doch Mata lehnte ab und zog es vor, in Lima zu bleiben.
1716 wurde überraschend der Vizekönig Diego Ladrón de Guevara abgesetzt. Als dienstältester Oidor hatte Mata am 2. März 1716 vorübergehend die Amtsgeschäfte zu übernehmen, die er am 15. August wieder an seinen Nachfolger abgab, an Diego Morcillo Rubio de Auñón, den Erzbischof von Charcas.
Mata nahm seine Tätigkeit an der Audiencia wieder auf und starb in Lima am 16. November 1720.